# Batalla de Lugariz
La batalla de Lugariz fue la batalla que tuvo lugar el 5 de mayo de 1836 en San Sebastián y forma parte de la primera guerra carlista.

## Antecedentes
La rebelión estalló después de la convocatoria de las Cortes el 20 de junio de 1833 cuando el pretendiente don Carlos, refugiado en Portugal se negó a jurar lealtad a María Cristina de Borbón-Dos Sicilias y el 1 de octubre, apoyado por Miguel I de Portugal reclamó su derecho al trono. La revuelta no tuvo el apoyo del ejército y la guerra empezó el 6 de octubre cuando el general Santos Ladrón de Cegama tomó Logroño, pasó en Navarra para unirse con los sublevados, siendo capturado a la Batalla de Los Arcos y fusilado a los pocos días. En Cataluña, la rebelión de Josep Galceran en Prats de Llusanés el 5 de octubre fue sofocada por el capitán general Llauder.
La presencia carlista quedó debilitada con la campaña del liberal Pedro Sarsfield y Tomás de Zumalacárregui asumió la dirección de los contingentes navarros el 15 de noviembre, y de los vascos tres semanas después, reactivando la rebelión al norte, organizando el ejército carlista, capturó la Real Fábrica de Armas de Orbaiceta, provocando la sustitución del general Valdés por Vicente Genaro de Quesada, quién empezó las represalias.
El ejército liberal de José Ramón Rodil trató de destruir el ejército de Zumalacárregui y arrestar a Carlos María Isidro de Borbón pero después de una desastrosa campaña se vio obligado a renunciar al mando por Manuel Lorenzo. Las tropas isabelinas de Navarra no fueron capaces de contener el ejército de Zumalacárregui, que capturó un convoy de armas que iba de Burgos en Logroño por el camino real, pero sin poder destruir el ejército liberal, la tentativa sobre Madrid quedó abortada y Jerónimo Valdés se decidió a atacar Tomás de Zumalacárregui a su reducto del valle de Amescoas con 21.000 hombres, la mayor movilización de tropas cristinas desde el inicio del conflicto.
Edward Granville Eliot llegó el 25 de abril al valle de La Berrueza donde se había retirado Tomás de Zumalacárregui desde Amescoas y consiguió que los dos bandos firmaran el Convenio de Eliot.
Después del desastre de Artaza, Jerónimo Valdés se retiró a la orilla sur del Ebro, ordenando la evacuación de las guarniciones isabelinas entre Logroño, Vitoria y Pamplona y la frontera francesa, abriendo el camino a Zumalacárregui para conquistar el País Vasco, ocupando Guipúzcoa en pocas semanas sacado de San Sebastián y Fuenterrabía, consiguiendo numerosas piezas de artillería. Después de la muerte de Zumalacárregui se nombró nuevo comandante a Francisco Benito Eraso y después a Vicente Moreno González, que en octubre del mismo año relevado por Nazario Egia. Con el frustrado Asedio de Bilbao los carlistas movieron el mando a Estella. Vicente Moreno en octubre del mismo año fue relevado por Nazario Egia.
Luis Fernández de Córdova se decidió a recuperar los territorios ocupados durante la primavera por Zumalacárregui y las comunicaciones entre Vitoria y Pamplona y Vitoria y San Sebastián, pero no fueron capaces de echar los carlistas del cuello de Arlabán, y los carlins asediaron San Sebastián a finales de 1835 al comandante de José Miguel de Sagastibeltza, quien quería atacar y tomar la ciudad, pero el militar carlista Nazario Egia deseaba mantener el asedio sin ataques. Los donostiarras solicitaron ayuda a Luis Fernández de Córdoba, quién les envió a la Legión Auxiliar Británica de George de Lacy Evans, y Sagastibeltza pidió más hombres a Egia pero necesitaba las tropas y no envió refuerzos.

## La batalla
El 5 de mayo, 4.500 británicos y 1.500 liberales bajo el mando del general George de Lacy Evans atacaron las posiciones carlistas, que retrocedieron hasta Lugariz, Monto y Puyo, mientras en Ayete frenaron el ataque británico con tres cañones. En Lugariz tuvieron que soportar un ataque liberal con bayoneta, sufriendo muchas bajas y teniendo que retirarse. Los sloop-of-war HMS Salamander y HMS Phoenix de la Marina Real británica dispararon sus cañones contra las posiciones carlistas, incendiando el cortijo de Lugariz, y en los combates el general Sagastibeltza recibió el impacto de un cabo durante una carga con bayoneta y murió al instante. Reforzados por los 1.300 soldados que llegaron en barco, los británicos volvieron a cargar, obligando a los carlistas a retirarse hasta Oriamendi.

## Consecuencias
El bloqueo de San Sebastián continuó a pesar de ganar la batalla de Lugariz, y los liberales únicamente lograron ampliar ligeramente el círculo del asedio. En marzo del año siguiente se produjo la batalla de Oriamendi y dos meses después, aprovechando la Expedición Real, los donostiarras lograron romper el bloqueo después de tomar Hernani.